# Beilschmiedia fordii
Beilschmiedia fordii är en lagerväxtart som beskrevs av Stephen Troyte Dunn. Beilschmiedia fordii ingår i släktet Beilschmiedia och familjen lagerväxter. Inga underarter finns listade i Catalogue of Life.